# Wando Saint-Villier
 (février 2025).
Motif : Simple CV ne démontrant en rien la notoriété du sujet.
- Archive Wikiwix
- Bing
- Cairn
- DuckDuckGo
- E. Universalis
- Gallica
- Google
- G. Books
- G. News
- G. Scholar
- Persée
- Qwant
- (zh) Baidu
- (ru) Yandex
- (wd) trouver des œuvres sur Wikidata

| 1. | Préciser le motif de la pose du bandeau. | Précisez le motif de la pose du bandeau en utilisant la syntaxe suivante : {{admissibilité à vérifier\|date=mars 2025\|motif=remplacez ce texte par le motif}}                           |
| 2. | Informer les utilisateurs concernés.     | Pensez à avertir le créateur de l'article, par exemple, en insérant le code ci-dessous sur sa page de discussion : {{subst:avertissement admissibilité à vérifier\|Wando Saint-Villier}} |

 (janvier 2025).
 (janvier 2025).
 (février 2025).
Wando Saint-Villier, né le 29 juin 1979 à l’Anse-à-Veau, est un magistrat haïtien reconnu pour son engagement envers une justice indépendante et équitable en Haïti. Actuel Doyen du Tribunal de Première Instance de Hinche et membre du Conseil Supérieur du Pouvoir Judiciaire (CSPJ), il a occupé divers postes de responsabilité dans le système judiciaire haïtien tout en jouant un rôle actif dans la réforme et la modernisation de ce dernier. Auteur d’ouvrages juridiques, formateur et conférencier, membre de la Commission de Mise en Œuvre de la Réforme Pénale, Wando Saint-Villier est impliqué dans des initiatives éducatives et sociales visant à renforcer l’État de droit en Haïti.

## Biographie
Wando Saint-Villier est né à l’Anse-à-Veau, dans le département des Nippes en Haïti. Son parcours reflète un engagement constant en faveur de l’équité, de la transparence et de l’amélioration du système judiciaire haïtien. Il a acquis une vaste expérience académique et professionnelle en Haïti et à l’étranger, consolidant sa réputation comme une figure influente du secteur judiciaire.

### Parcours académique

#### Formation universitaire
- Master II en Droit international et européen des droits fondamentaux, Université de Nantes, France (2013-2014).
- Diplôme de licence en Sciences juridiques, Faculté de Droit et des Sciences Économiques (FDSE), Université d'État d'Haïti (2000-2004).

#### Formation postuniversitaire
- Diplôme en magistrature, École Nationale de la Magistrature (ENM), Bordeaux, France (2010-2011).
- Diplôme en magistrature, École de la Magistrature (EMA), Port-au-Prince, Haïti (2011-2012).
- Diplôme d'Études Supérieures Spécialisées (DESS) en Administration Financière, École Nationale d’Administration Financière (ENAF), Haïti (2005-2007).

#### Formations spécialisées
Wando Saint-Villier a également suivi de nombreuses formations dans des domaines tels :
- La lutte contre la corruption et les crimes financiers.
- Les droits de l’homme et les garanties judiciaires.
- Les techniques d’enquête sur les violences sexuelles et la cybercriminalité.

## Carrière professionnelle

### Postes actuels
- Doyen du Tribunal de Première Instance de Hinche depuis juin 2022.
- Représentant des juges des Tribunaux de Première Instance au CSPJ depuis octobre 2021.
- Formateur à l’École de la Magistrature (EMA) depuis 2019.

### Postes antérieurs
- Doyen du Tribunal de Première Instance de Jacmel (2019-2022).
- Juge et juge d’instruction au Tribunal de Première Instance de Croix-des-Bouquets (2012-2019).
- Chef de service à l’Administration Générale des Douanes (2007-2012).

### Combat pour une justice équitable
Le magistrat est un défenseur infatigable d'une justice équitable et indépendante en Haïti. Tout au long de sa carrière, il a plaidé pour des réformes profondes et structurelles visant à rendre le système judiciaire plus juste, efficace et digne de la confiance des citoyens. Ses actions s’articulent autour de trois axes principaux :

#### L’indépendance effective du système judiciaire
Wando Saint-Villier considère l’indépendance judiciaire comme le pilier fondamental de l’État de droit. Selon lui, un système judiciaire autonome est essentiel pour garantir une justice impartiale et protéger les droits des citoyens, surtout dans des contextes de forte instabilité politique et sociale comme en Haïti.
Ses initiatives incluent :
- Plaidoyer pour une réforme légale : Il milite pour la révision des cadres juridiques qui lient l’administration judiciaire à l’exécutif, notamment en ce qui concerne la nomination et la révocation des juges.
- Carrière des magistrats : Il défend l’idée que les juges doivent être protégés des interférences politiques. Cela inclut l’établissement de mandats renouvelables automatiquement, sauf en cas de faute grave établie par un mécanisme transparent et légal.
- Autonomie budgétaire : Wando Saint-Villier appelle à un budget indépendant pour le CSPJ, afin de permettre une gestion plus efficace des ressources nécessaires à la modernisation des infrastructures judiciaires.

#### Une meilleure gestion des tribunaux et des cours
En tant que Doyen du Tribunal de Première Instance de Hinche, Wando Saint-Villier a mis en œuvre des mesures visant à améliorer l’administration des juridictions locales. Il estime que la bonne gestion des tribunaux est cruciale pour réduire les retards judiciaires et garantir un accès équitable à la justice.
Ses réalisations et propositions incluent :
- Réhabilitation des infrastructures judiciaires : Sous son leadership, plusieurs tribunaux ont été rénovés pour offrir des espaces fonctionnels aux juges et au personnel judiciaire. Ces efforts visent également à assurer un cadre digne pour les citoyens sollicitant les services judiciaires.
- Renforcement des compétences des chefs de juridiction : Il a plaidé pour des formations en gestion administrative et en leadership à l’intention des doyens et chefs de juridiction, afin de mieux administrer les tribunaux.
- Développement de solutions numériques : Saint-Villier encourage l’informatisation des tribunaux pour simplifier les procédures, améliorer la gestion des dossiers et réduire les délais de traitement des affaires.

#### Des mécanismes de transparence et d’intégrité pour renforcer la confiance du public dans la magistrature
La transparence et l’intégrité sont au cœur des priorités de Wando Saint-Villier. Il estime que la confiance du public dans le système judiciaire est essentielle pour garantir son bon fonctionnement et sa légitimité.
Principales initiatives :
- Adoption d’un guide de déontologie : Il a participé à l’élaboration et à la mise en œuvre d’un guide éthique destiné aux magistrats, afin d’encadrer leurs comportements et d’assurer une conduite exemplaire dans l’exercice de leurs fonctions.

- Inspection judiciaire renforcée : Sous son impulsion, la Direction de l’Inspection Judiciaire a adopté des protocoles pour évaluer le fonctionnement des tribunaux, examiner les plaintes contre les magistrats, et garantir leur responsabilité.

- Sensibilisation du public : Saint-Villier a initié des campagnes pour informer les citoyens sur leurs droits et les recours disponibles en cas d’injustices. Ces efforts visent à démystifier le fonctionnement du système judiciaire et à le rendre plus accessible.

## Publications

### Ouvrages
- Le Droit à un procès équitable : Garanties judiciaires et droits des personnes poursuivies pour infraction pénale (2016).

- Le Juridique, Volume I (2020).

- Des Idées pour une justice véritablement indépendante et efficace : Pour une réforme judiciaire en profondeur (2021).

### Articles scientifiques
- L’application des traités relatifs aux droits de l’homme par le juge haïtien (2015).

- Le recours en habeas corpus à la lumière de la Constitution de 1987 (2015).

- Juridiction des référés : Compétence matérielle, caractères de la procédure et des décisions (2015).

## Distinctions et récompenses
- Prix Rock Cadet pour son intégrité et son engagement dans la magistrature (2017).

## Vision
Wando Saint-Villier continue de promouvoir des solutions innovantes pour moderniser le système judiciaire haïtien, y compris l’informatisation des tribunaux, la spécialisation des magistrats, et la révision des cadres légaux pour une meilleure accessibilité à la justice.